# Athni
Athni está localizado no distrito de Belgaum, no estado indiano de Karnataka.

## Geografia
Athni está localizada a 16° 44′ N, 75° 04′ L. Tem uma altitude média de 554 metros (1817 pés).

## Demografia
Segundo o censo de 2001, Athni tinha uma população de 39 200 habitantes. Os indivíduos do sexo masculino constituem 51% da população e os do sexo feminino 49%. Athni tem uma taxa de literacia de 67%, superior à média nacional de 59,5%; com 57% para o sexo masculino e 43% para o sexo feminino. 14% da população está abaixo dos 6 anos de idade.